# Хэммет, Дэшил
Сэ́мюэл Дэ́шилл Хэ́ммет (также Дэшил Хэмметт, Хеммет; англ. Samuel Dashiell Hammett; 27 мая 1894 — 10 января 1961) — американский писатель, журналист и литературный критик, автор ставших классикой детективных романов, повестей и рассказов. Один из основателей, наряду с Р. Чандлером и Дж. М. Кейном, жанра «крутого детектива». Иногда Хэммета называют также одним из основателей субжанра «нуар».

## Биография
Хэммет родился в округе Сент-Мэрис (Мэриленд, США), детство провёл в Филадельфии и Балтиморе. С 1915 по 1921 годы (с перерывом на время войны) работал частным сыщиком в детективном агентстве Пинкертона в городе Бьютт (Монтана). Во время Первой мировой войны поступил на службу, но заболел туберкулёзом и провёл войну в госпитале. В 1921 году женился на медсестре Жозефине Нолан, в том же году родилась дочь Мэри Джейн. Но в 1926 году, вскоре после рождения второй дочери Жозефины Хэммет уходит из семьи и начинает литературную карьеру.
Хэммет опубликовал свой первый роман «Кровавая жатва» в 1929 году. Пятый и последний роман «Худой человек» был опубликован в 1934 году, после чего Хэммет занимался только общественной деятельностью. В 1931 году начался его 30-летний роман с коллегой-писательницей Лилиан Хеллман, под влиянием которой Хэммет, чей роман «Кровавая жатва» уже считался отмеченным влиянием марксизма, ещё более политизируется. Он участвует в кампаниях солидарности с испанскими республиканцами в годы гражданской войны, устраивая сбор средств для них вместе с Хемингуэем и Дос Пассосом. Левые и антифашистские симпатии Хэммета привели к его вступлению в Коммунистическую партию США в 1937 году. В ряде прокоммунистических организаций занимал высокие посты; был избран председателем Лиги американских писателей (1940) и Конгресса по гражданских правам (1946).
В 1942 году, после нападения на Перл-Харбор, Хэммет снова поступил на службу в армию и провёл большую часть Второй мировой войны в качестве сержанта на Алеутских островах, редактируя боевую газету The Adakian.
Начиная с 1940 года, Хэммет находился под постоянным наблюдением ФБР, собравшим на него 278-страничное досье. В 1946—1947 гг. он председательствовал в нью-йоркском Конгрессе по гражданским правам, в 1947 году внесённом генеральным прокурором в список подрывных организаций. На волне той же антикоммунистической кампании Хэммет стал фигурантом Чёрного списка Голливуда. В эпоху маккартистской «охоты на ведьм» в 1951 году был обвинен в антиамериканской пропаганде за активно выражаемые симпатии к коммунистической партии и провёл 6 месяцев в тюрьме — за мотивированный Пятой поправкой отказ назвать имена товарищей по коммунистической деятельности (в том числе финансировавших коммунистические организации) и подтвердить свою подпись на документах.
За решёткой голливудский пижон номер один, не выходивший из дому без белых перчаток и трости, драчун и экс-агент Пинкертона, чистил туалеты, но, по свидетельству Хьюстона, «чувствовал себя совершенно счастливым».
Последние годы жизни Хэммета прошли в нищете. Хэммет умер в Нью-Йорке от рака лёгких и, как ветеран двух войн, похоронен на Арлингтонском мемориальном кладбище.

## Творчество
В 1923 году в pulp-журнале «Чёрная маска» появился первый рассказ о сотруднике детективного агентства «Континенталь». Имени Хэммет ему не дал, и в историю литературы он так и вошёл как Сотрудник агентства «Континенталь» (англ. Continental Op, в ряде переводов также встречается «Оперативник»). Прообразом «Континенталя» послужило агентство Пинкертона. Цикл про Оперативника включает более двадцати рассказов, в 1929 году некоторые были объединены в романы «Кровавая жатва» и «Проклятие Дейнов».
В 1930 году Хэммет опубликовал свой самый известный роман «Мальтийский сокол». Главный герой романа — частный сыщик Сэм Спейд. В 1932 году Хэммет сделал Спейда героем ещё трёх рассказов. Лучшим своим романом Хэммет называл «Стеклянный ключ» (1931). После романа «Худой человек» Хэммет пишет только сценарии для радио и кино.
Реймонд Чандлер так характеризовал прозу Хэммета:
С первых (и до последних) шагов своей писательской карьеры он писал о людях энергичных и агрессивных. Их не пугает изнаночная сторона жизни, они, собственно, только её и привыкли видеть. Их не огорчает разгул насилия — они с ним старые знакомые. <…> Он изобразил этих людей такими, какими они были в действительности, и наделил их живой речью, какая была им свойственна. Хеммет был прекрасным стилистом, но его читатели об этом и не догадывались, поскольку он изъяснялся совсем не так, как положено, по их мнению, изящному стилисту.

### Романы
- Кровавая жатва (англ. Red Harvest, 1929)
- Проклятие Дейнов (англ. The Dain Curse, 1929)
- Мальтийский сокол (англ. The Maltese Falcon, 1930)
- Стеклянный ключ (англ. The Glass Key, 1931)
- Худой (англ. The Thin Man, 1934)

### Повести
- Большой налёт (англ. The Big Knockover)
- 106 тысяч за голову

### Сборники повестей и рассказов
- «106 тысяч за голову» \ Кровавые деньги. Большой налёт \ — 1943
- «Приключения Сэма Спейда» и др. рассказы \ Повесить могут лишь однажды. Человек, которого зовут Спейд\ — 1944
- «Оперативник из „ Континенталь“» — 1945
- «Убийства Дэшила Хэммета» — 1946
- «Мёртвые ревнивцы» — 1946
- «Город кошмаров» — 1948
- «Угодливый сиамец» — 1950
- «Женщина во тьме» — 1951
- «Человек по прозвищу Худой» — 1962
- «Дороги домой» — рассказ, не вошедший в сборники

### Сценарии
- «Стража на Рейне» 1943 в сборнике «Лучшие сценарии 43-44»

## Экранизации
- 1930 — Ночи у придорожного дома (англ. Roadhouse Nightst), США, реж. Уолтер Вагнер. Экранизация романа «Кровавая жатва»
- 1931 — Городские улицы. (англ. City Streets), США, реж. Рубен Мамулян. Хэммет написал историю специально для фильма
- 1931 — Мальтийский сокол (англ. The Maltese Falcon), США, реж. Рой Дель Рут. Экранизация одноимённого романа Д. Хэммета
- 1934 — Женщина во тьме (англ. Woman in the Dark), США, реж. Барт Келли. Экранизация одноимённого рассказа Д. Хэммета
- 1934 — Тонкий человек (англ. The Thin Man), США, реж. В. С. Ван Дайк. Экранизация одноимённого романа Д. Хэммета
- 1935 — Стеклянный ключ (англ. The Glass Key), США, реж. Фрэнк Таттл. Экранизация одноимённого романа Д. Хэммета
- 1936 — Сатана встречает леди (англ. Satan Met a Lady), США, реж. Уильям Дитерле. По роману «Мальтийский сокол»
- 1936 — После тонкого человека (англ. After the Thin Man), США, реж. В. С. Ван Дайк. Экранизацией не является, продолжение «Худого человека», равно как и ряд фильмов из той же серии; Хэммет выступал только как создатель главных персонажей
- 1936 — Другой тонкий человек (англ. Another Thin Man), США, реж. В. С. Ван Дайк
- 1937 — Секретный агент X-9 (англ. Secret Agent X-9), США, реж. Форд Биби, Клиффорд Смит. Сериал на основе персонажей, созданных Д. Хэмметом
- 1941 — Тень худого человека (англ. Shadow of the Thin), США, реж. В. С. Ван Дайк. Сиквел на основе персонажей, созданных Д. Хэмметом
- 1941 — Мальтийский сокол (англ. The Maltese Falcon), США, реж. Джон Хьюстон
- 1942 — Стеклянный ключ (англ. The Glass Key), США, реж. Стюарт Хейслер. Экранизация одноимённого романа Д. Хэммета
- 1945 — Худой человек идет домой (англ. The Thin Man Goes Home), США, реж. Ричард Торп. Сиквел на основе персонажей, созданных Д. Хэмметом
- 1945 — Секретный агент X-9 (англ. Secret Agent X-9), США, реж. Льюис Д. Коллинз, Рэй Тэйлор. Сериал на основе персонажей, созданных Д. Хэмметом
- 1947 — Песня худого человека (англ. Song of the Thin Man), США, реж. Эдвард Баззелл. Сиквел на основе персонажей, созданных Д. Хэмметом
- 1951 — Толстяк (англ. The Fat Man), США, реж. Уильям Касл. Фильм на основе персонажей, созданных Д. Хэмметом
- 1961 — Телохранитель, Япония, реж. Акира Куросава. Сюжет фильма является адаптацией двух романов Хэммета: «Стеклянный ключ» и «Кровавая жатва».
- 1978 — Проклятие Дейнов (англ. The Dain Curse), мини-сериал, США, реж. Э. У. Суокхэймер
- 1985 — Свора (СССР, Таллинфильм, реж. Арво Круусемент; по роману «Стеклянный ключ»)
- 1990 — Перекрёсток Миллера (англ. Miller's Crossing), США, реж. братья Коэн. Хотя фильм снят по оригинальному сценарию братьев Коэн, ряд сюжетных ходов также позаимствован из романов «Стеклянный ключ» и «Кровавая жатва».
- 1995 — Падшие ангелы (англ. Fallen Angels), телесериал, США, реж. Сидни Поллак. 2 сезон, эпизод 5 (11) «Мухоловка» (Fly Paper)
- 2002 — Дом на Турецкой улице (англ. No Good Deed), США — Германия, реж. Боб Рейфелсон. По мотивам одноимённого рассказа Д. Хэммета.

## Память

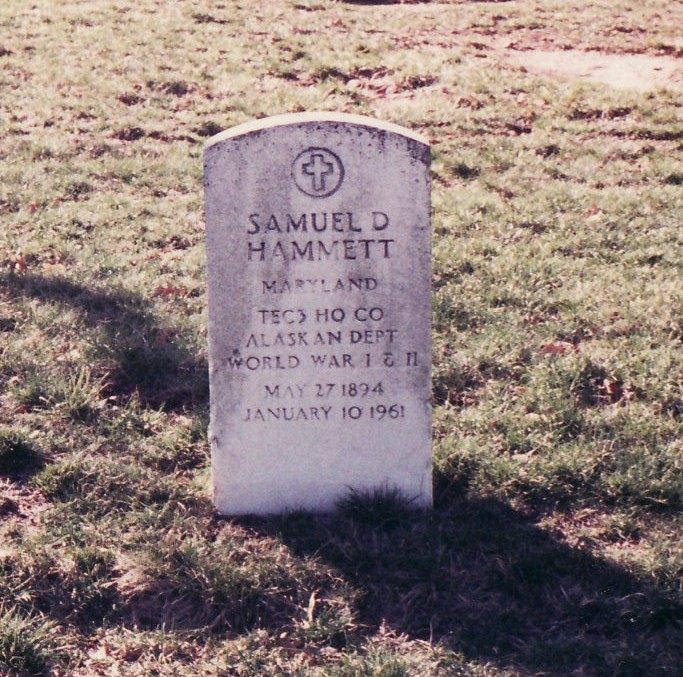
Могила Хэммета

В 1977 году режиссёром Фредом Циннеманом был экранизирован автобиографический роман Лилиан Хеллман «Pentimento», в котором, в частности, были отражены отношения писательницы с Хэмметом. Фильм «Джулия» получил 3 премии «Оскар».
В 1982 году вышел фильм Вима Вендерса «Хэммет», в основу сюжета которого легла вымышленная биография Дэшила Хэммета. Фильм участвовал в программе Каннского кинофестиваля 1982 года.